# Chersidamante (guerriero troiano)
Chersidamante (in greco antico: Χερσιδάμας?, Chersidámas) è un personaggio della mitologia greca citato nel libro XI dell’Iliade.

## Mitologia
Chersidamante viene descritto da Omero come uno dei guerrieri troiani che durante la guerra di Troia assalì Ulisse che, quando andò in soccorso dell'amico Diomede che era stato ferito da Paride, rimase solo e circondato dai nemici.
Ulisse resse agli attacchi uccidendo dapprima Deiopite, poi Toone ed infine Ennomo. Quindi si fece avanti Chersidamante col suo carro cercando di colpirlo, ma l'eroe greco fu più veloce e colla sua lancia gli traforò lo scudo, conficcandogli la propria asta nell'ombelico.
Il corpo del troiano rotolò a terra esanime e sollevò polvere, ma Ulisse, impegnato in una lotta per la sopravvivenza, saggiamente non lo depredò dell'armatura
Si tende a confondere questo Chersidamante con l'omonimo figlio di Priamo.